# Haft łańcuszkowy

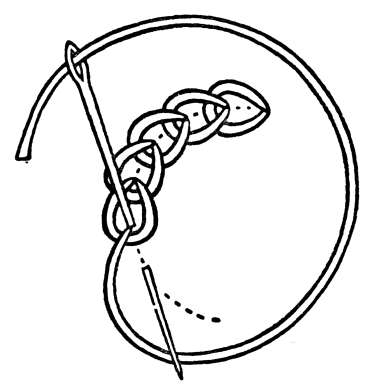
Haft łańcuszkowy

Haft łańcuszkowy – haft składający się z pętelkowatych ściegów, połączonych ze sobą jak ogniwa łańcucha. Znany w starożytności w Egipcie, Grecji, Rzymie oraz na Dalekim Wschodzie, potwierdzony znaleziskami archeologicznymi z IV w. p.n.e. Od połowy XVIII wieku wykonywany również specjalnym szydełkiem. Stosowany do ornamentów linearnych.